# Цунде Пема Ламо
Цунде Пема Ламо (1886 , Лхунце  — 1922 ) — перша королева Бутану.

## Рання біографія
Цунде Пема Ламо народилася в 1886 році в Курто Кхома, дочкою Кунзанга Тінлі, 18-го і 20-го Дзонгпона Тхімпху, і його дружини Сангай Дролми, аристократки з Курто-Хома. Її батько був двоюрідним братом Першого Друк Г'ялпо, Уг'єна Вангчука (її майбутній чоловік).
У неї був єдиний брат, Уґьен Тінлі Дорджі (1906—1949), 8-й Гантенг Тулку.
Вона належала до роду Пелінг і Ньо.

## Шлюб і сім'я
У 15 років стала четвертою дружиною Гонсара Уг'єна Вангчука. Весілля відбулося в палаці Вандучолінг, Бумтанг, в 1901 році.
Спочатку її називали Махарані в її країні.
У шлюбі народила 5 дітей:
- Дашо Н. Вангчук (1903 — помер у дитинстві)
- Другий король (Друк Гьялпо) Джігме Вангчук (1905—1952).
- Принц (Друк Гьялсей) Гюрме Дорджі (1911—1933). Неодружений.
- Принцеса (Друк Гьялсем) Кенчо Вангмо (1914—1975). Здобула освіту в школі палацу Бумтанг. Велика покровителька традиційного мистецтва та релігійних установ, лірикиня і авторка пісень-боедра[en]. У подальшому стала буддійською черницею і померла в монастирі Джангчублінг.
- Принц (Друк Гілсі) Карма Тінлі Лхундруб (1917—1949), Дронєр. Помер неодруженим у монастирі Джангчублінг.

## Королева Бутану
Цунде Пема Ламо, перша королева Бутану, була глибоко віддана буддизму і була єдиною жінкою в районі Бумтанг, чиє зап'ястя підходило до браслету Єше Цог'ял.
Померла в квітні 1922 року в палаці Вандучолін.